# Lohma (Adelsgeschlecht)

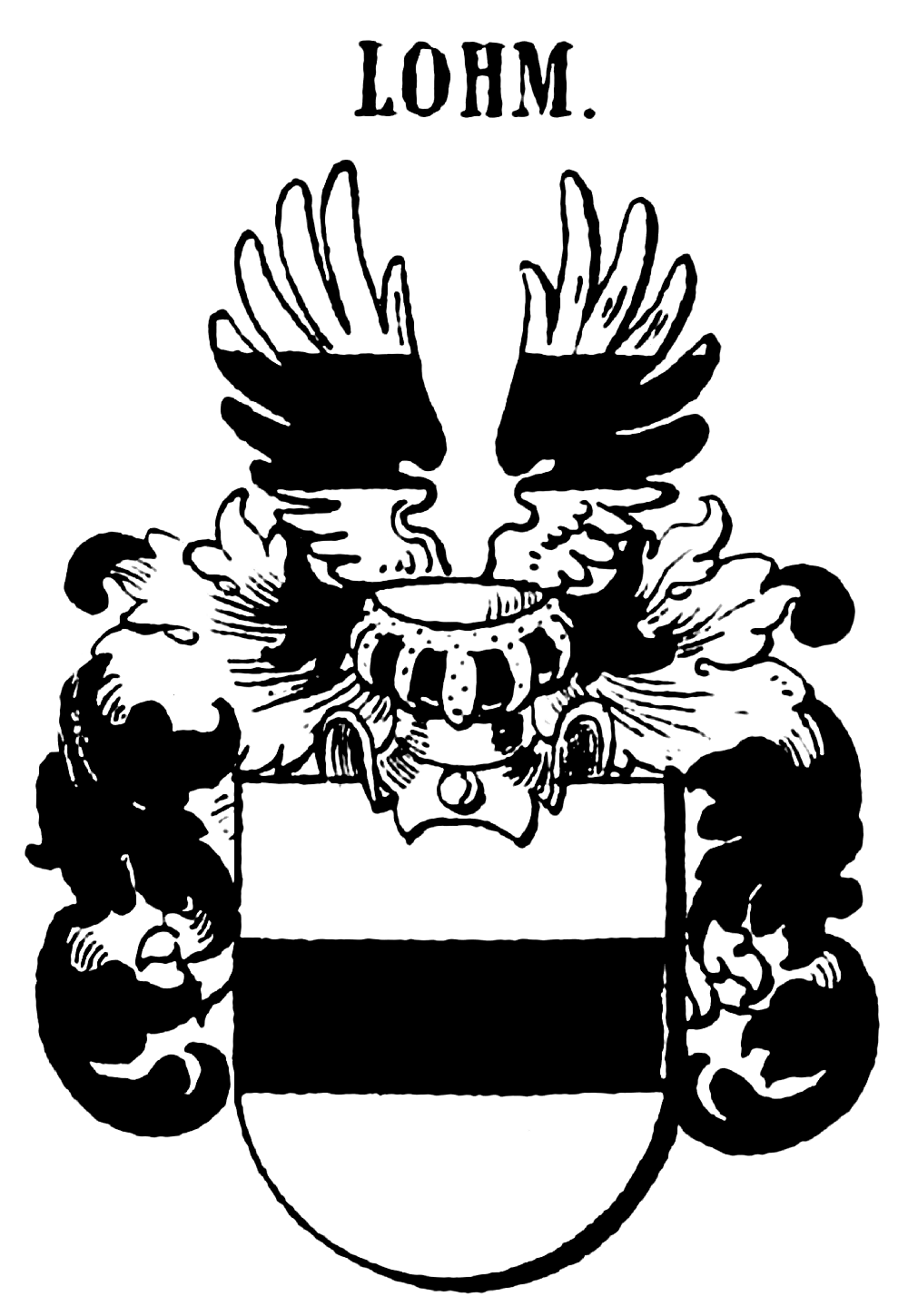
Wappen derer von Lohma (Lohm)

Bei den von Lohma (Lohm) handelt es sich um ein seit dem 12. Jahrhundert nachweisbares uradeliges Geschlecht, dessen Namensträger in böhmischen, meißnischen, thüringischen und spanischen Landen auftreten.

## Geschichte
Nach Johann Friedrich Gauhe wanderten die von Lohma aus dem Böhmischen ins Meißnische ein, wo sie von ihrem Rittersitz Lohmen aus große Landesteile vereinnahmten, darunter die Festung Königstein, den Lilienstein, Schreckenstein, die Ortschaften Wehlen und Rathen etc. Gauhe spekuliert, dass sich die meißnischen Freiherren von Lohma nach der Vertreibung durch Markgraf Wilhelm von Meißen, unter Ablegung des Freiherrentitels im Hessischen niederließen.
Siebmacher gibt 1884 an, dass die von Lohma sowohl im nichtpreußischen Teil des Vogtlandes, als auch durch die Stifte Zeitz und Naumburg begütert waren.
In seiner Ausgabe von 1905 führt Siebmacher einen Hans Wilhelm von Lohma im anhaltischen Adel. Dieser war Hauptmann von Coswig und stand 1579 mit sechs Pferden im Gefolge des Fürsten Joachim Ernst von Anhalt bei dem Huldigungseinzug des Administrators Johann Friedrich von Magdeburg.
In seiner Sammlung zum „Ausgestorbenen Adel der Sächsischen Herzogthümer“ des Jahres 1907 benennt Siebmacher einige Mitglieder des ehemals reich begüterten, aber ausgestorbenen Geschlechts der von Lohma: 1319 Heinrich v. L., 1324 Heinz und Gerhard v. L., 1401 Gerhard v. L., 1436 Jutta v. L., Konventualin im Kloster Heyda, 1516/1530 Jobst v. L. auf Liebsdorf.

## Besitz
- Rittergut Liebsdorf (Weida), 1204–1706[5]
- Rittergut Köckritz (Harth-Pöllnitz)
- Rittergut Brückla
- Rittergut Breitenfeld im Vogtland, 1637 acquirirte Caspar Thossens Eidam Hans Ernst von Lohma auf Liebsdorf das ehemals den Edlen Thossen gehörende Gut. Von dessen Nachkommen kam es 1727 an den Lieutenant Philipp Carl von Schirnding auf Brambach.[6]
- Nöbdenitz-Lohma,[7] Herren von Lome, 1283 Henrico de Lome, ab 1445 Conrad von Ende
- Rittergut Kössern,[8] 1657 Hans Ernst von Lohma

## Urkundliche Erwähnungen
| Datum                                     | Ort der Ausstellung                                                     | Quelle | Inhalt | Angaben zum Erwähnten von Lohma | Zeugen |
| ----------------------------------------- | ----------------------------------------------------------------------- | --- | --- | --- | --- |
| 1125/1230                                 | Regensburg, 1125 November 20 / 1230 Eintrag in einem Urbar              | Urkunde Lothars III. für das Stift St. Florian in Oberösterreich / 1230 Verzeichniseintrag in einem Urbar (des Stifts St. Florian?)                                                 | Lothar III. bestätigt unter königlichem Bann durch Kauf oder Schenkung erworbene Güter, und zwar das Gut des Markward in Triefheid, das Gut Wolfgangs und Ekkerichs in Lamm, etc. / 1230 keine Angaben | Wolfgang und Ekkerich Loma (Loma, Lamm, Loem, Lomb = slawisch für „Bruch“) / Weigmanus de Loem, Wigmannus in Lom | |
| 1143                                      | Bistum Regensburg                                                       | Urkunde | Erster urkundlicher Nachweis von Lohma, Stadtteil von Franzensbad in Westböhmen. | Ulricus de Luma als Zeuge der Beurkundung | |
| 1206                                      | Dresden, 31. März 1206                                                  | Urkunde | Erstnennung der Stadt Dresden | Timo de Lome aus Lohmen bei Pirna zeichnet als Zeuge | |
| 1222/1223                                 |                                                                         | Mitteilungen der Geschichts- und Altertumsforschenden Gesellschaft des Osterlandes, 8. Band, S. 498                                                                                 | Johann von Lom, Zeuge in einer bischöflich naumburgischen Urkunde und in einer Urkunde des Landrichters vom Pleißenland | Johann von Lom | Gerhardus de Lapide, Heinrich von Wildenfels, Heinrich von Flügelsberg, Hugo von Criwitz, Conrad von Zarowe, Johann von Lom |
| 1267                                      |                                                                         | Mitteilungen der Geschichts- und Altertumsforschenden Gesellschaft des Osterlandes, 8. Band, S. 200                                                                                 | Johannes dictus de Lom et uxor sua Adelheidis übereignen mit Bewilligung ihres Lehnsherren dem Vogt von Weida, zwei Höfe in Lohma (duos mansos) der Kirche des Bergerklosters zu Altenburg | Johannes dictus de Lom et uxor eius Adelheidis | |
| 1283, 20. Januar                          | Dresden                                                                 | Urkundenbuch der Deutschordensballei Thüringen, Urkunde Nr. 376 | Conrad von Lome, ehemals Prior in Zschillen (Schillenes), gibt seine Zustimmung zur Uebertragung des Klosters an den Deutschen Orden. | Conradus de Lome | Bischof Withego von Meißen und Heinrich von Merseburg |
| 1283, 12. Juli                            | Ort der Ausstellung                                                     | Urkundenbuch der Vöge von Weida, Gera und Plauen, sowie ihrer Hausklöster Mildenfurth, Cronschwitz, Weida und Z.H. Kreuz bei Saalburg .., Schmidt, Berthold, 1856, Urkunde Nr. 215  | Heinrich der Ältere, Vogt von Weida, bestätigt dem Kloster Cronschwitz einen von Heinrich von Lohma gekauften Zins in Staitz | Heinrich von Lohma | Heinricus advocatus senior de Plawen, Iohannes de Valckenstein, Luppuldus de Wolframisdorf, Reinoldus de Mosin milites, Iordanus de Wida, Heinricus de Rokindorf, Heinricus iudex in Wida |
| 1286                                      | Altenburg                                                               | Urkundenbuch der Vöge von Weida, Gera und Plauen, sowie ihrer Hausklöster Mildenfurth, Cronschwitz, Weida und Z.H. Kreuz bei Saalburg .., Schmidt, Berthold, 1856, Urkunde Nr. 218  | Heinrich, Vogt von Weida verleiht der Marienkirche (Reglerkloster) zu Altenburg Güter in Buscha, Poderschau und Lohma | Iohannis de Lom et Adelheidis uxor sue | Sibotho plebamus in Wida, Ebberhardus Pucemam, Heinricus da Cosziz, Heinricus de Studerescen, Cunradus de Zarowe, Iohannes de Remse milites |
| 1295, in circumcisione Domini (1. Januar) | Altenburg                                                               | Copialbuch fol. 234 b | Heinrich, Volrad und Thimo von Kohren und Berthold -Ritter- genannt von Ischerstete mit seiner Gemahlin Jutta entsagen vor dem König Adolf allem Rechte auf das Allodium in Lohma, so wie es einst dem Hermanni de Muschowe zustand und nehmen dasselbe zugleich in ihren Schutz.                                        | die Genannten sind wohl alle Nachfahren der von Lom | Theodericus burggravius in Aldenburg dictus Sczolis, Meinherus burggravius de Mysenn, nobiles terre, Heinricus advocatus de Wyda, Unarcus de Waldenberc, Heinricus de Coldicz, frater Theodericus de Liznich, Thimo de Chorun, Heinricus et Fridericus de Polec, ministeriales imperii, Heinricus decanus plebanus in Rozewcz, Bertoldus plebanus in Indagine, Rudolphus plebanus in Lom, Sacerdotes, Heinricus dictus Stange, Heinricus de Utenhove milites, Germanus de Lubenicz, Theodericus dictus Spenner, Nicolaus de Scwickavia, Heinricus Clipeator cives in Aldenburg |
| 1295, 16. Oktober                         |                                                                         | Urkundenbuch der Vöge von Weida, Gera und Plauen, sowie ihrer Hausklöster Mildenfurth, Cronschwitz, Weida und Z.H. Kreuz bei Saalburg .., Schmidt, Berthold, 1856, Urkunde Nr. 299  | Heinrich der Ältere und Heinrich der Jüngere, Vögte von Plauen, bestätigen dem Reglerkloster zu Altenburg den Kauf eines Allods (des Hermannus dictus de Muotsowe) in Lohma | Die Ehefrau des Hermannus dictus de Muotsowe (Mutschau) hieß ebenfalls Adelheid und war die Tochter von Johannes und Adelheid de Lom und damit Erbin des von Lomschen Allods in Lohma Hermannus feodalis noster dictus de Muotsowe una cum uxore sua domina Adilheide et omnibus heredibus suis Cunrado, Ottone, Valkone, Heinrico, Iohanne, Berchtero, Guotwino, Peregrino | Theodericus burggravius dictus (se)zulis, Cunradus de Sarowe, Heinricus de Chorun, Heinricus de Polecke ministeriales; item Tuto de Schetsowe, Heinricus de Gana, Tosso de Reinoldisdorf, Heinricus Stange milites; item Nicolaus de Zwickowe et Heinricus clipeator cives in Aldenburg |
| 1296                                      | Zwickau                                                                 | Urkundenbuch der Vöge von Weida, Gera und Plauen, sowie ihrer Hausklöster Mildenfurth, Cronschwitz, Weida und Z.H. Kreuz bei Saalburg .., Schmidt, Berthold, 1856, Urkunde Nr. 311  | Heinrich, Vogt von Plauen, bittet den Bischof Bruno von Naumburg an seiner Statt, da er durch Krieg verhindert sei, dem St. Marienkloster zu Altenburg, die diesem von Hermann von Muzschav vermachten Güter in Lohma zu übertragen.                                                                                     | Hermann von Muzschav | domino fratre abbate de Puzau, domino Rudolpho viceplebano in Zwikau, domino H. plebano in Kempniz |
| 1296                                      |                                                                         | Urkundenbuch der Vöge von Weida, Gera und Plauen, sowie ihrer Hausklöster Mildenfurth, Cronschwitz, Weida und Z.H. Kreuz bei Saalburg .., Schmidt, Berthold, 1856, Urkunde Nr. 312  | Bischof Bruno von Naumburg bestätigt dem St. Marienkloster zu Altenburg das diesem von den Vögten von Plauen, Heinrich dem Älteren und Heinrich dem Jüngeren, geschenkte Allod zu Lohma mit der Kapelle in Leuba. | Allod des Hermannus dictus de Muotsowe bzw. Hermann von Muzschav | Bruno prepositus in Nuenburc, Cunemundus decanus ibidem, Hermannus dictus comes de novo castro Plisnensis terre archidiaconus, Heinricus prepositus maioris ecclesie in Cyce, Gerhardus, Iohannes de Ihericho custos, Walther de Rocheliz Cycensis canonici, Christianus abbas sancti Georgii in Nuenburc, Conradus prepositus sancti Mauricii ibidem, Fridericus abbas Puzaviensis (Puonzowa?), Hermannus prepositus sancti Stephani in Cyce |
| 1330, 12. November                        | Weida                                                                   | Urkundenbuch der Vöge von Weida, Gera und Plauen, sowie ihrer Hausklöster Mildenfurth, Cronschwitz, Weida und Z.H. Kreuz bei Saalburg .., Schmidt, Berthold, 1856, Urkunde Nr. 688  | Heinrich der Ältere, Vogt von Gera, verleiht dem Nonnenkloster zu Weida einige demselben von Gerhard von Lohma aufgelassene Güter in (Unter-)Röppisch und Schöna. | Gerhard von Lohma weiter werden Unfreie erwähnt: in Röpschicz Hermannus Timponator, Theodericus dictus Lebart, Martinus dictus Ritter et filii Kunegundis et Syboto; in Schönowe Sidelmanni als Zeuge dann Heinricus de Lom miles | frater Heinricus de Wida, frater Heinricus plebanus sancti Petri in Wida, Heinricus de Lom miles, Heinricus de Lindenberg, Albertus de Gabla, dominus Nicolaus noster notarius |
| 1336, 1. März                             |                                                                         | Urkundenbuch der Vöge von Weida, Gera und Plauen, sowie ihrer Hausklöster Mildenfurth, Cronschwitz, Weida und Z.H. Kreuz bei Saalburg .., Schmidt, Berthold, 1856, Urkunde Nr. 763  | Heinrich der Ältere, Vogt von Weida, verleiht zu seinem und seiner verstorbenen Gemahlin Seelenheil dem Reglerkloster zu Altenburg eine Mark jährlichen Zinses in Lohma. | | honesti viri Lueppoldus de Wolveramsdorf, Volkwinus de Polnycz, Heinricus de Roselicz, Heinricus de Wyda |
| 1337                                      |                                                                         | Copialbuch, fol. 223 b | | Heinrich, Ritter von Lom und sein Bruder Gerhard sind Zeugen | |
| 1339, 23. November                        |                                                                         | Urkundenbuch der Vöge von Weida, Gera und Plauen, sowie ihrer Hausklöster Mildenfurth, Cronschwitz, Weida und Z.H. Kreuz bei Saalburg .., Schmidt, Berthold, 1856, Urkunde Nr. 821  | Otto, Probst, Heinrich, Prior, und Convent des Reglerklosters zu Altenburg bekennen, daß Johannes, Pfarrer in Mari ihrer Kirche, eine Mark jährlichen Zinses von einer Hufe in Lohma (Lome) verliehen habe, und daß diese Verleihung a nobili viro de Wyda als Lehnsherrn der Hufe bestätigt sei.                        | Eine Hufe in Lohma mit Lehnsherr de Wyda | |
| 1341, 5. Dezember                         | Pöllnitz                                                                | Urkundenbuch der Vöge von Weida, Gera und Plauen, sowie ihrer Hausklöster Mildenfurth, Cronschwitz, Weida und Z.H. Kreuz bei Saalburg .., Schmidt, Berthold, 1856, Urkunde Nr. 838  | Vergleich zwischen den Familien von Pöllnitz und von Lohma | Ian, Andres und Lutold, gebruder von Polnicz geloben dem Burgold von Kossobode (Kospoth?) und den Gerunge und Heinczen von Lome | |
| 1342, 22. Oktober                         |                                                                         | Urkundenbuch der Vöge von Weida, Gera und Plauen, sowie ihrer Hausklöster Mildenfurth, Cronschwitz, Weida und Z.H. Kreuz bei Saalburg .., Schmidt, Berthold, 1856, Urkunde Nr. 847  | Heinrich von Lohma vermacht dem Nonnenkloster zu Weida seine Güter in Zadelsdorf. | Heinrich von Lohma erklärt dies für sich, seine Erben und die Erben seines Bruders Gerhard von Lohma | |
| 1349                                      |                                                                         | Urkunde Heinrichs, Vogt zu Weida | Heinrich, Vogt zu Weida eignet dem Bergerkloster ein Gut zu Gimmel | Heinrich, Ritter von Lom | Heinrich von Lom miles |
| 1395                                      | Nonnenkloster zu Weida                                                  | Urkundenbuch der Vöge von Weida, Gera und Plauen, sowie ihrer Hausklöster Mildenfurth, Cronschwitz, Weida und Z.H. Kreuz bei Saalburg .., Schmidt, Berthold, 1856, Band 2 – Nr. 370 | Ilse von Lohma, Priorin, Margarethe von Falkenstein, Unterpriorin, und Konvent des Nonnenklosters zu Weida bekennen, daß die Nonnen Ilse von Lohma und Katherina und Ilse von Kaufmann Altargeräte zu einer Seelenmesse gestiftet haben.                                                                                 | | |
| 1395                                      | Nonnenkloster zu Weida                                                  | Urkundenbuch der Vöge von Weida, Gera und Plauen, sowie ihrer Hausklöster Mildenfurth, Cronschwitz, Weida und Z.H. Kreuz bei Saalburg .., Schmidt, Berthold, 1856, Band 2 – Nr. 371 | Anna von Pöhl, Priorin, Margarethe von Falkenstein, Unterpriorin, und Konvent des Nonnenklosters zu Weida bekennen, daß Elisabeth Kaufmann dem Kloster Zinsen aus Gera zu einem Seelgeräte für sich, Katharina Kaufmann und ihre Base, Elisabeth von Lohma, gestiftet hat.                                               | | |
| 1411, 5. Mai                              |                                                                         | Urkundenbuch der Vöge von Weida, Gera und Plauen, sowie ihrer Hausklöster Mildenfurth, Cronschwitz, Weida und Z.H. Kreuz bei Saalburg .., Schmidt, Berthold, 1856, Band 2 – Nr. 533 | Die von Lohma verkaufen wiederkäuflich ihre Güter zu (Langen-)Wetzendorf an Heinrich, Herrn zu Gera. | Otte und Margaretha vom Lo(e)m -gesessen zu Frießnitz- und Gerhart vom Lo(e)m (Ottens Bruder) | |
| 1413–1430                                 | 1413 Kanoniker Kollegiatstift St. Georg in Altenburg, Diözese Naumburg; | „Johannes von Lohma“ (GSN: 500-00131-001), in: Germania Sacra, http://personendatenbank.germania-sacra.de/index/gsn/500-00131-001 (Abgerufen: 18.02.2020)                           | 1413–1417 Stiftsherr in Zeitz, 1417–1430 Propst in Zeitz, Kollegiatstift St. Peter und Paul Zeitz, Diözese Naumburg; vor 1414 Presbyter der Naumburger Diözese, 1414–1423 Domherr Domstift Naumburg in Naumburg, Diözese Naumburg, 1423 Senior in Naumburg                                                               | | |
| 1523                                      |                                                                         | Landtag in Altenburg | Lt. Pfarrer Dr. Löbe in Rasephas nahm 1523 ein Jobst von Lohm zu Ließburg am Landtag in Altenburg teil. Dr. Löbe kann den Ort Ließburg allerdings nicht lokalisieren. – Tatsächlich handelt es sich aber um den Ort Liebsdorf. Jobst von Lohma war Landtagsmitglied auf Grund seines Besitzes des Rittergutes Liebsdorf. | Jobst von Lohm zu Liebsdorf | |
| 1634                                      |                                                                         | | Wolf Carl von Zechau versichert das Ehegeld seiner Gemahlin Margarethe Katharina von Lohma auf das Rittergut Zechau. | | |

## Persönlichkeiten
José María de Loma y Argüelles (* 26. November 1820, † 19. Mai 1893), Generalleutnant der spanischen Armee, Marquesado de Oria durch Alfons XII. von Spanien am 2. April 1878.

## Wappen
Blasonierung: In Silber ein schwarzer Querbalken. Auf dem Helm ein offener silberner Flug mit schwarzem Querbalken. Die Helmdecken sind schwarz-silbern.

## Genealogische Nachrichten
- Laut einer Nachricht innerhalb der Regesten des Hauses Schoenburg im Jahre 1300 sind Nicolaus de End (Ende) und Gerungus de Lom Brüder des Pilgerimo de Renis (Remse). „Unter Pilgerimus de Renis, Nie. de End und Gerungus de Lom sind Adelige des Pleissen- landes zu verstehen, die ihre Rittersitze auch daselbst z. B. im Dorfe Renisa bei Altenburg und Lohma hatten, (s. Altenb. K. Gall. S. 48. Mitth. d. Ges. d. Osterl. V., 111, Kneschke Adelslex. 8, 107, Webers Archiv 3, 203 ff.) Kin Johannes de Lom ist schon 1222 erwähnt in Sch. und Kr. Ñachi. X, 199. Gerhard de Lom um 1400 in d. Mitth. A. Osterl. V. ü3. Glieder der Familie wurden uns oben 1279—82 genunnt.“[16]
- Ca 1600, Wolf Carl von Zechau vermählte sich mit Margarethe Katharina von Lohma, mit der er eine Tochter Maria Amanda, vermählt mit Hans Heinrich von Müffling, zeugte.[17]
- Nach 1685 übernimmt der am 20. Juni 1664 geborene Sohn von Maria Amanda und Hans Heinrich von Müffling, Georg Wilhelm von Müffling, Weiss genannt, auf Liebsdorf und Steinsdorf, das großelterliche Rittergut seiner Mutter Maria Amanda in Liebsdorf. Vermählt mit Dorothea Elisabeth, Tochter des Johann Conrad von und auf Steinsdorf und der Martha von Kospoth aus dem Hause Oschitz, verstarb er am 11. November 1720 in Liebsdorf.[18]
- Johann Adolf von Müffling, Weiss genannt, auf Köckritz, geb. am 17. November 1675, vermählt mit Agnes Juliana von Lengefeld aus dem Hause Reschwitz, einer Tochter des Bernhard Alexander von Lengefeld und Agnes Juliana von Watzdorf aus dem Hause Ober-Syrau, verstarb 1737 zu Gräz im Voigtlande.[18] (Anm.: Köckritz gehörte vormals, ebenso wie Liebsdorf, den von Lohma.)